# Rosa Montero

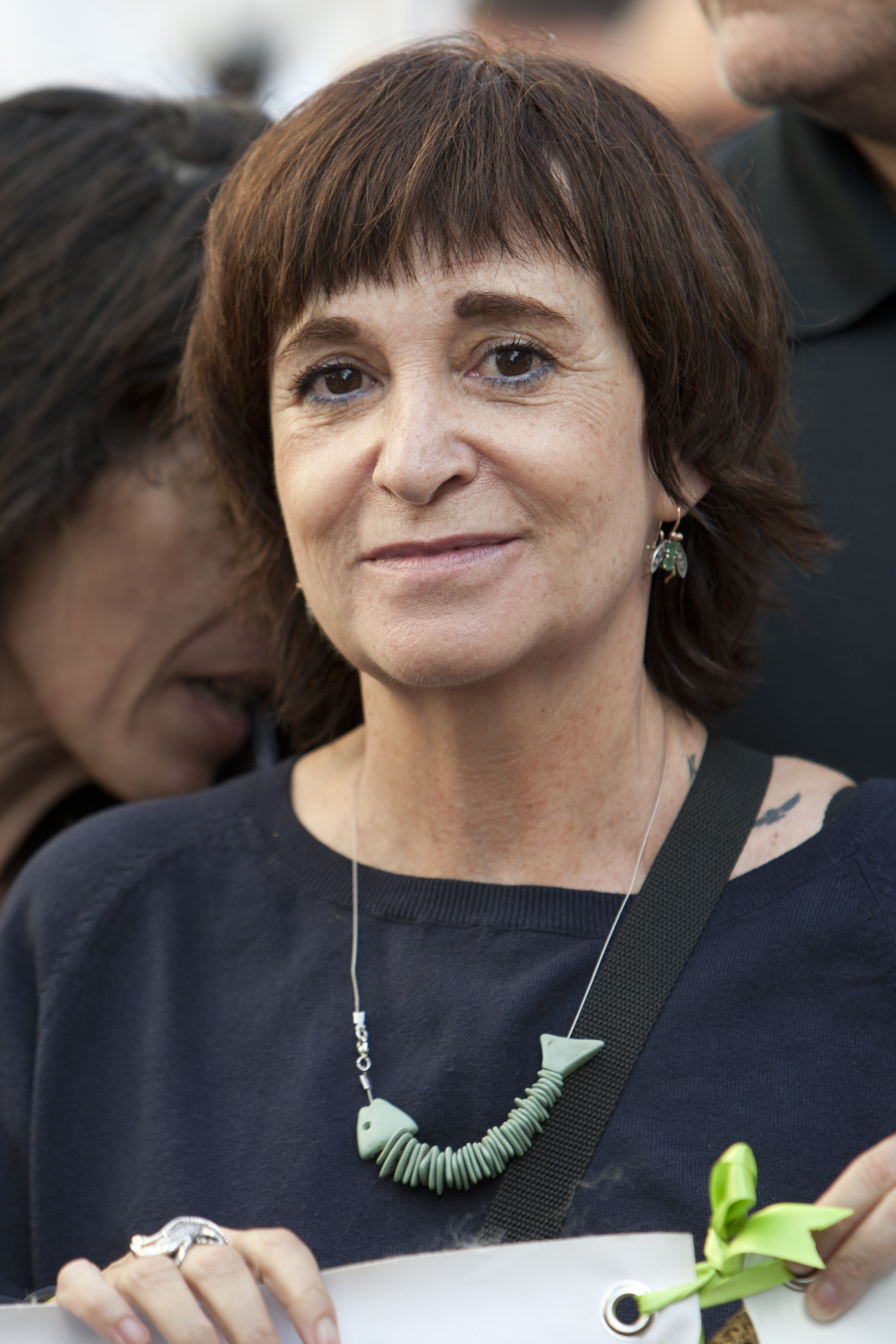
Rosa Montero na demonstracji przeciwko turniejowi Toro de la Vega w 2014 roku

Rosa Montero Gayo (urodzona 3 stycznia 1951) to hiszpańska dziennikarka, pisarka i eseistka. W Polsce wydano jej powieść "Ta żałosna myśl, że nigdy więcej cię nie zobaczę", która w formie esejów omawia temat żałoby nawiązując do pamiętnika Marii Skłodowskiej-Curie. 

## Wczesne życie i edukacja
Urodziła się jako córka torreadora i gospodyni domowej, w Cuatro Caminos - jednej z dzielnic Madrytu. W młodym wieku zachorowała na gruźlicę, co zmusiło ją do pozostania w domu między piątym a dziewiątym rokiem życia. W tym czasie zaczęła dużo czytać i pisać. Następnie wstąpiła do Instytutu Beatriz Galindo w Madrycie, a w wieku 17 lat rozpoczęła studia na wydziale Filozofii i Sztuki Uniwersytetu w Madrycie (Facultad de Filosofía y Letras). W następnym roku została przyjęta do Szkoły Dziennikarstwa. W czasie studiów udzielała się w niezależnych grupach teatralnych.

## Kariera pisarska
Po szkole rozpoczęła pracę jako dziennikarka, a w 1976 roku rozpoczęła pracę w hiszpańskim dzienniku El País, rok później pisząc wywiady do niedzielnego wydania gazety. W 1978 roku została laureatką nagrody „Manuela del Arco” i była pierwszą kobietą, która ją otrzymała. Swoją pierwszą powieść - Crónica del desamor (pl. Kronika wrogości) - opublikowała w 1979 roku. W 1980 roku została laureatką Krajowej Nagrody Dziennikarskiej za artykuły i doniesienia literackie, a w tym samym roku została redaktorką naczelną „El País Semanal” .
W 1981 roku opublikowała powieść La función Delta (pl. Funkcja Delta), a rok później ukazał się zbiór jej wywiadów publikowanych wcześniej w El País pod tytułem „Cinco años de país” (pl. Pięć lat w El País). Jej kolejna powieść - Te trataré como una reina (Będę cię traktować jak królową)  - ukazała się w 1983 roku i odniosła komercyjny sukces. W 1987 roku otrzymała World Interview Prize, a w 1990 opublikowała kolejną książkę pt. Temblor (pl. Drżenie).
W 1993 roku napisała pierwszą opowieść dla dzieci -  El nido de los sueños (pl. Gniazdo senności), zaś w kolejnych latach wydała powieści Bella y Oscura (pl. Piękna i mroczna) i La Vida desnuda (pl. Nagie życie). W 1994 otrzymała Journalism Prize, a w 1997 Spring Novel Prize za powieść La hija del caníbal (pl. Córka kanibala). W 1999 opublikowała Pasiones (pl. Pasje), a w 2002 Estampas bostonianas y otros viajes (pl. Szkice bostońskie i inne przygody). W 2003 roku opublikowała dzieło, które uważa za jedną ze swoich najlepszych prac - La Loca de la Casa (pl. Domowy wariat). Książka ta zdobyła hiszpańską nagrodę Qué Leer dla najlepszej książki wydanej w Hiszpanii w 2003 r. oraz nagrodę włoską nagrodę Grinzane Cavour dla najlepszej książki zagranicznej wydanej we Włoszech w 2004 r. W 2005 roku opublikowała Historię del Rey Transparente (pl. Historia przezroczystego króla), która również zdobyła nagrodę Qué Leer Prize jako najlepsza książka wydana w Hiszpanii w 2005 roku.